# خوان بابلو سورين
خوان بابلو سورين (بالإسبانية: Juan Pablo Sorín) (مواليد 5 مايو 1976 في بوينس آيرس) لاعب كرة قدم أرجنتيني دولي معتزل كان يجيد اللعب في خط الوسط .

## روابط خارجية
- خوان بابلو سورين على موقع الاتحاد الدولي (مؤرشف)  (الإنجليزية)
- خوان بابلو سورين على موقع الاتحاد الأوربي (الإنجليزية)
- خوان بابلو سورين على موقع قاعدة بيانات كرة القدم.إي يو (الإنجليزية)
- خوان بابلو سورين على موقع بيانات كرة القدم. دي إي (الألمانية)
- خوان بابلو سورين على موقع ليكيب (الفرنسية)
- خوان بابلو سورين على موقع ناشيونال فوتبول تيمز (الإنجليزية)
- خوان بابلو سورين على موقع عالم كرة القدم.نت (الإنجليزية)
- خوان بابلو سورين على موقع أوليمبيديا (الإنجليزية)